# Royal Calcutta Golf Club
De Royal Calcutta Golf Club, in Calcutta (India), was in 1829 de eerste golfclub die buiten Groot-Brittannië werd geopend.
Na de Royal Calcutta werden in de 19de eeuw ook de Royal Bombay Golf Club in 1842, de Bangalore Golf Club in 1876, de Madras Gymkhana Golf Club in 1877, de Shillong Golf Club in 1886 en de Cosmopolitan Golf Club in 1888 geopend. Ook in het binnenland werden toen al golfclubs opgericht.

## Geschiedenis
De Calcutta Golf Club lag allereerst in de buurt van het huidige vliegveld van Calcutta. 

In 1885 werd het Maidan-paviljoen geopend waarna er twee jaar later ook een bowlinggreen bij kwam. 

De club werd in 1886 ook voor dames opengesteld op voorwaarde dat zij alleen 's ochtends zouden spelen. 
 
Twee verhuizingen later belandde de club in 1910 op de huidige locatie in Tollygunge, Zuid-Calcutta; het clubhuis dateert uit 1914.
Keizerlijk bezoek
Na hun huwelijk in 1911 reisden George V en koningin Mary naar Brits-Indië, waar hij zijn Delhi Durbar (kroning tot keizer) bijwoonde. Vervolgens maakten zij een reis door het land waarbij zij een bezoek aan de Calcutta Golf Club brachten, waarna de club in december 1912 toestemming kreeg het predicaat Royal te voeren.
Bekende leden
- Arjun Atwal begon op deze club te spelen toen hij 14 jaar was.
- SSP Chowrasia was hier vroeger caddie, zijn vader greenkeeper
- Ashok Malik, lid sinds 1959, vijfvoudig winnaar van het All-India Amateur ('56, '60, '63, '67, '69)

## Toernooien
All-India Amateur
Op de Calcutta Golf Club werd ter viering van het 50-jarig bestaan in 1892 het eerste nationale toernooi van India gehouden. Dit was het All India Amateur Championship, gewonnen door  J.F. Macniar met een score van 288. Na het Brits Open is dit het oudste nationale golftoernooi ter wereld, het US Open startte in 1895. Het toernooi was een strokeplay-toernooi totdat het in 1899 een matchplay-toernooi werd met strokeplay voorrondes. De eerste winnaars hadden de Britse nationaliteit, pas in 1949 won Mohinder Bal uit India, direct in 1950 gevolgd door IS Malik (1902) die al drie keer finalist was geweest. Zijn zoon Ashok Malik won het All-Indian later vijf keer. In 1950 was de finale voor het eerst tussen twee spelers uit India.

Vanaf 1902 werd het Amateur enkele jaren gespeeld op de Tollygunge Club, aangezien de club bezig was met het aanleggen van een nieuwe baan, waarvan de eerste negen holes in 1910 werden geopend. Tijdens de oorlog werd het toernooi niet gespeeld, vanaf 1919 werd het toernooi beurtelings gespeeld op de Royal Calcutta en Tollygunge. Sinds 19136 is het weer jaarlijks op Royal Calcutta. 

In 1906 werd de All-India matchplay voor dames gelanceerd, ook op de Calcutta Golf Club. De eerste editie werd gewonnen door L. Walker.
Indian Open
Op de Royal Calcutta werd in 2012 voor de twintigste keer het Indian Open gespeeld. In de laatste twintig jaar is dat al negen keer door een speler uit India gewonnen.
Mylan Classic
Rahil Gangjee maakte een hole-in-one op een par 4.